# Beiktatás
A beiktatás (introductio) a hivatalba, tisztségbe, címbe vagy a birtokba való bevezetés. A birtokadomány vagy a kinevezés akkor lett hivatalos, ha a kedvezményezettet nyilvánosan iktatták be. Ezzel kihirdették a személyi változást és a megadományozott jogát a birtokkal vagy hivatallal együtt járó kedvezményekre. A kedvezményezett jogait csak a hivatalos beiktatás után gyakorolhatta.
A beiktatás általában ünnepélyes módon történt. Gyakran volt része a nyilvános eskűtétel, a beiktatással együtt járó jelvények (pl. zászló, pecsét, köntös, gyűrű stb.) átadása és átvétele, a felsőbb hatóság által kiadott legitimáló okmányok felolvasása, bemutatása. A hivatali jelvényeket a kedvezményezett egyes országokban gyakran a címerében is viselte.
A birtokadományozás a király elhatározására alapján, illetve egyes személyek kérelmére történt. Egy éven belül az adományost bevezették, beiktatták a birtokába. A beiktatást a király személyes kiküldöttje végezte el az adományozott birtokhoz legközelebb lévő hiteleshely, káptalan, konvent képviselőjének jelenlétében. A címeres levél által történt nemesítés esetében azt egy éven belül ki kellett hirdetni annak a megyének a közgyűlésén, ahol a nemes lakott, így szerezvén érvényességet a nemesítésnek.